# Live (Superflyの曲)
「Live」（リヴ）は、Superflyの楽曲。2014年5月14日に17枚目のシングルとしてワーナーミュージック・ジャパンから発売された。

## 概要
2014年最初の新曲で、シングル作品としては2012年10月31日リリースの「Force」以来1年6ヵ月半ぶりの新作。
楽曲は映画『闇金ウシジマくん Part2』主題歌として書き下ろされたもので、「生きる」をテーマとしたバラードナンバー。越智は本曲について、「映画のエンディングで、希望の光が射しこんでくるような楽曲をイメージして作りました。間違ったり、つまずいたり、後悔したり。時には生きる事に疲れてしまう事もあるけれど、世界でたった一人しかいない自分を大切に生きてほしい。そんな想いを歌に託しました」と話している。カップリング曲として収録されている「万華鏡と蝶」は同映画のイメージソングで、Superfly史上初というほぼ全編英語詞のみの楽曲である。
Superflyは2012年公開の映画第1作でも主題歌とイメージソングを担当しており、再度の起用について同映画の山口雅俊監督は「観客もエンドロールとともにSuperflyを聴かないとハードなウシジマ・ワールドからうまく脱出できないでしょうから「愛をこめて花束を」以来のSuperflyチームとの長い信頼と友情に甘えて、前作に引き続き、2014年の第1作をお願いしました」と話している。
シングルは初回限定盤と通常盤の2種類が発売され、初回限定盤には2010年のフジロック・フェスティバルでのパフォーマンスを収録したDVDが付属する。

## 収録曲
| 全編曲: 蔦谷好位置、Basic Arrangement: 多保孝一。 |                                                                                          |                 |                     |       |
| #                                                 | タイトル                                                                                 | 作詞            | 作曲                | 時間  |
| 1.                                                | 「Live」(東宝映像事業部、S・D・P配給映画 『闇金ウシジマくん Part2』主題歌)               | 越智志帆/尾上文 | 多保孝一            | 4:48  |
| 2.                                                | 「万華鏡と蝶」(東宝映像事業部、S・D・P配給映画 『闇金ウシジマくん Part2』イメージソング) | jam             | 越智志帆            | 3:54  |
| 3.                                                | 「The Long Way Home」                                                                    | 越智志帆/jam    | 越智志帆/蔦谷好位置 | 5:00  |
| 合計時間:                                         | 合計時間:                                                                                | 合計時間:       | 合計時間:           | 13:43 |

### DVD（初回限定盤のみ）
- Live at「FUJI ROCK FESTIVAL'10」
  1. Alright!!
  2. 愛をこめて花束を
  3. Wildflower
  4. マニフェスト
  5. タマシイレボリューション

## 収録アルバム
Live
- 『WHITE』（#10）
- 『Good-bye』（#5）

万華鏡と蝶
- 『黒い雫 & Coupling Songs: 'Side B'』（#13・Disc 2）
- 『Good-bye』（#4）

The Long Way Home
- 『黒い雫 & Coupling Songs: 'Side B'』（#14・Disc 2）